# Creagorry
Creagorry, schottisch-gälisch: Creag Ghoraidh, ist ein Weiler an der Südküste der schottischen Hebrideninsel Benbecula. Die Siedlung liegt etwa 1,5 km südöstlich des Weilers Linaclate an der A865, der bedeutendsten Verbindungsstraße der Inselgruppe Uist. Etwa 500 m südlich führt der South Ford Causeway über den South Ford auf die Nachbarinsel South Uist. Innerhalb der Siedlung gibt es ein Hotel und ein Postamt.